# 劇場版ポケットモンスター アドバンスジェネレーション ミュウと波導の勇者 ルカリオ ミュージックコレクション
『劇場版ポケットモンスター アドバンスジェネレーション ミュウと波導の勇者 ルカリオ ミュージックコレクション』は、劇場版『ポケットモンスター アドバンスジェネレーション ミュウと波導の勇者 ルカリオ』のサウンドトラック。2005年8月3日にメディアファクトリーから発売された。

## 概要
- 劇場版『ポケットモンスター アドバンスジェネレーション ミュウと波導の勇者 ルカリオ』のサウンドトラック。
- CDジャケットには、ルカリオ、サトシ、ピカチュウ、アーロン、ミュウが描かれている。

## 収録曲
1. ポケモンかぞえうた（映画バージョン）
歌：金沢明子
作詞：戸田昭吾 / 作曲・編曲：たなかひろかず
2005年「ポケモンぬりえ&イラストコンテスト」テーマ曲
2. 城、平安〜迫り来る危機
3. アーロン1
4. はじまりの樹
5. 劇場タイトルテーマ2005
6. オルドラン城
7. ファンファーレ
8. バトルフロンティア（映画バージョン）
歌：髙屋亜希那
作詞・作曲：Rie / 編曲：高梨康治
オープニングテーマ
9. 贈呈式
10. 舞踏会
11. キッド（サスペンス）
12. 屋根裏の遊園地
13. マニューラ隊見参!!
14. パーティー
15. ミュウ〜はじまりの樹2
16. キッド（正体）
17. GO!はじまりの樹へ
18. ふれあい
19. 友情〜はじまりの樹へ2
20. レジロック
21. 地底世界
22. 応戦だ!!
23. ピカチュウと再会へ
24. はじまりの樹3〜共鳴
25. 崩壊
26. アーロン2
27. 命かけて
28. 別れ〜ルカリオ
29. アーロンのテーマ〜さらばルカリオ
30. はじまりのうた
歌：PUFFY
作詞 - PUFFY / 作曲・編曲 -Andy Sturmer（Licensed by Ki/oon Records Inc.）
エンディングテーマ